# Kanton Stains
Kanton Stains is een voormalig kanton van het Franse departement Seine-Saint-Denis. Kanton Stains maakte deel uit van het arrondissement Saint-Denis tot het op 22 maart 2015 opging in het op die dag gevormde kanton Saint-Denis-2

## Gemeenten
Het kanton Stains omvatte uitsluiten de gemeente Stains.